# Aérodrome d'Avallon
L’aérodrome d’Avallon (code OACI : LFGE) est un aérodrome ouvert à la circulation aérienne publique (CAP), situé à 1,5 km au nord-nord-ouest d’Avallon dans l’Yonne (région Bourgogne-Franche-Comté, France).
Il est utilisé pour la pratique d’activités de loisirs et de tourisme (aviation légère et aéromodélisme).

## Installations
L’aérodrome dispose d’une piste en herbe orientée est-ouest (05/23), longue de 750 mètres et large de 60.
L’aérodrome n’est pas contrôlé. Les communications s’effectuent en auto-information sur la fréquence de 123,500 MHz.
S’y ajoutent :
- une aire de stationnement ;
- des hangars ;
- une station d’avitaillement en carburant (100LL) et en lubrifiant réservée aux avions basés[2].

## Activités
- Aéroclub de l’Avallonnais